# 伯頓鎮區 (明尼蘇達州耶洛梅德辛縣)
伯頓鎮區（英語：Burton Township）是位於美國明尼蘇達州耶洛梅德辛縣的一個行政鎮區。

## 歷史
伯頓鎮區於1879年成立，得名自早期定居者的父親伯頓·弗倫奇（Burton French）。

## 地方資料
伯頓鎮區的面積為93.28平方千米，當中陸地面積為92.92平方千米，而水域面積為0.35平方千米。根據2020年美國人口普查的數據，當地共有人口142人，而人口密度為每平方千米1.52人。